# Astvatsatsin
Astvatsatsin, Santa Madre di Dio, è una chiesa armena prossima al villaggio di Nor Getshen nella regione di Shahumian in Azerbaigian, nella ex repubblica di Artsakh (fino al 2017 denominata repubblica del Nagorno Karabakh).

## Storia
L'edificio, datato tra il dodicesimo e il tredicesimo secolo, si trova nella vallata del fiume Tartar non lontano dal celebre complesso monastico di Dadivank. La chiesa, per quanto integra, non è agibile.

## Galleria d'immagini

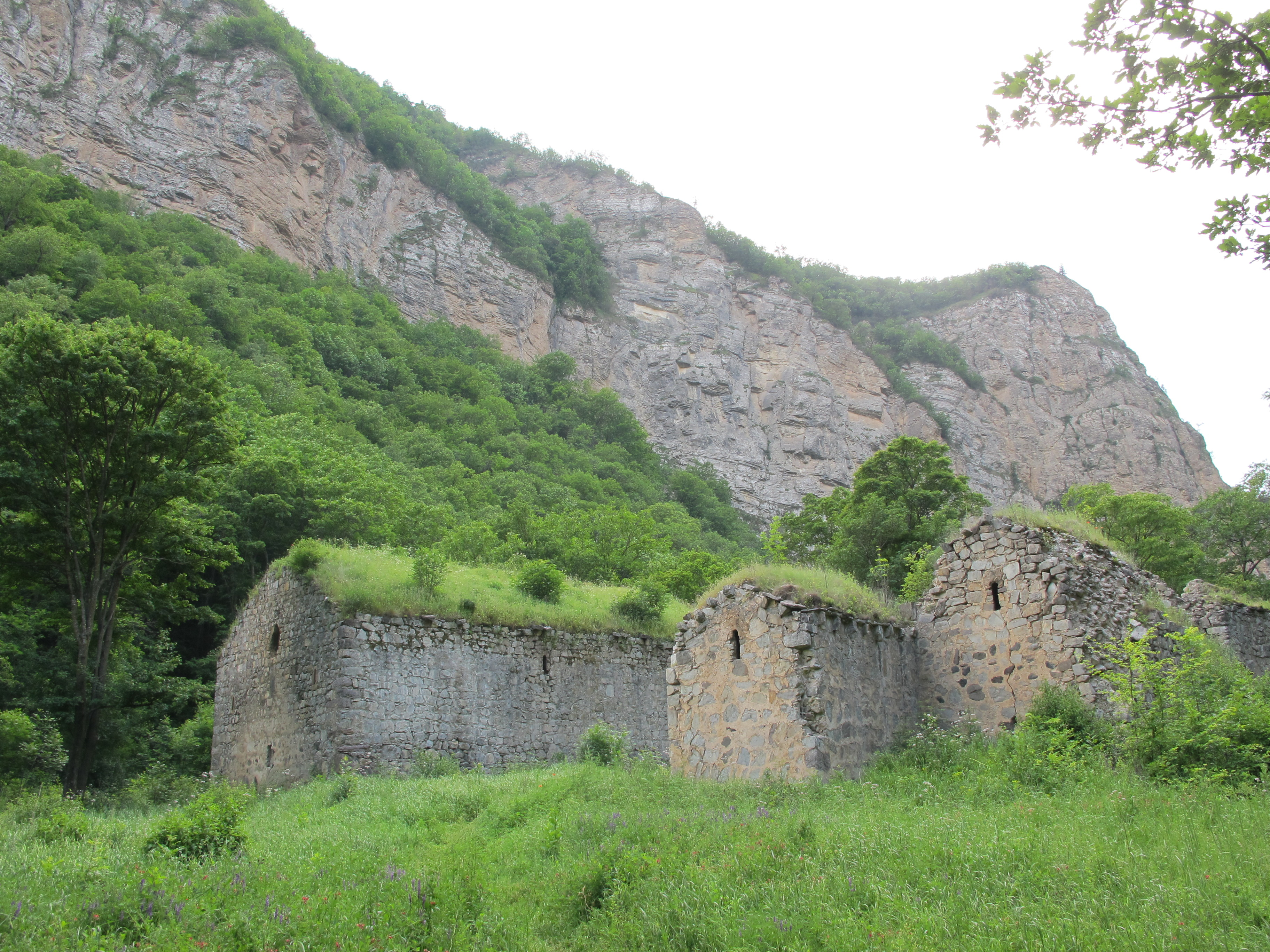
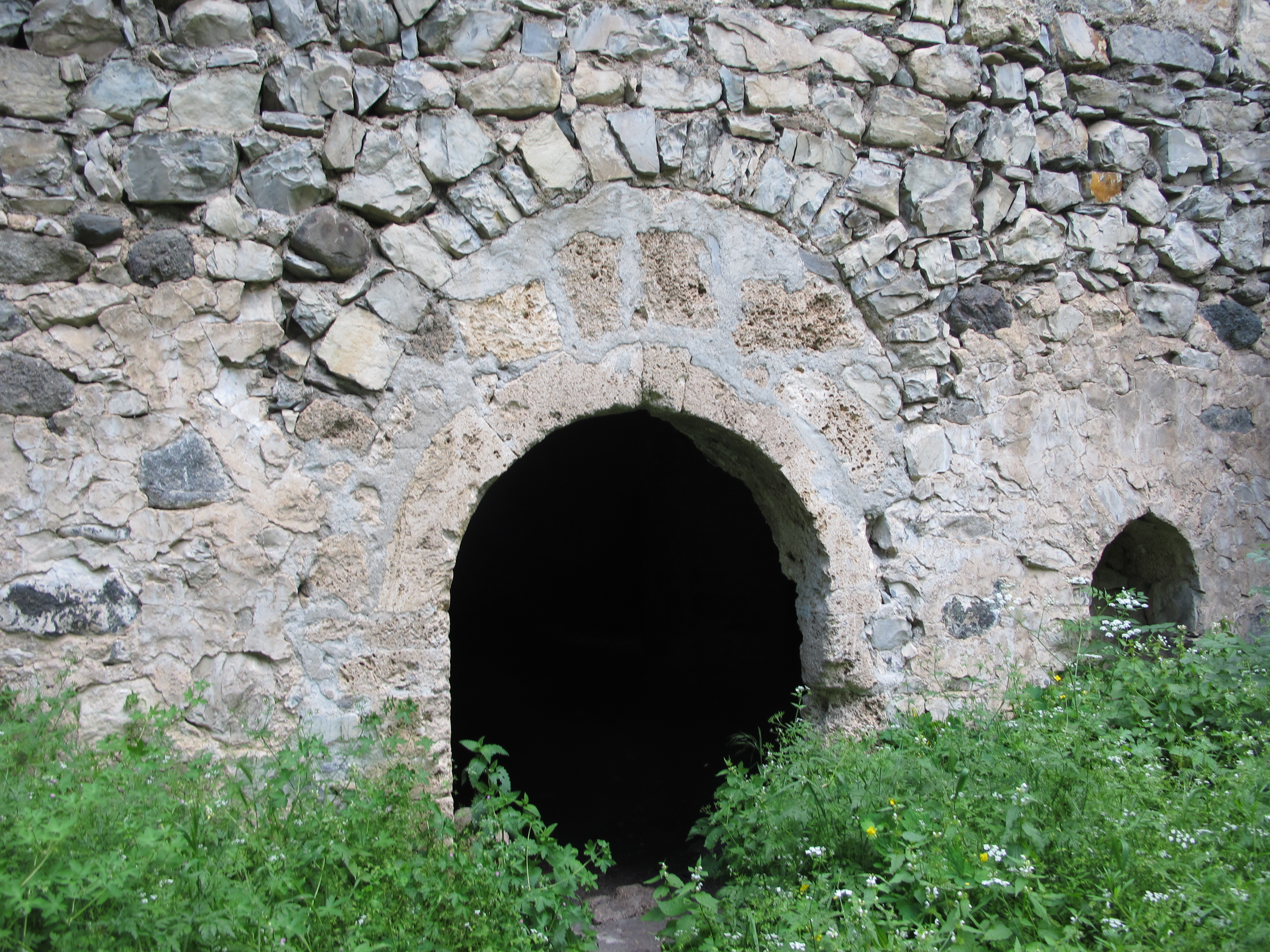